# Haut-engadinois

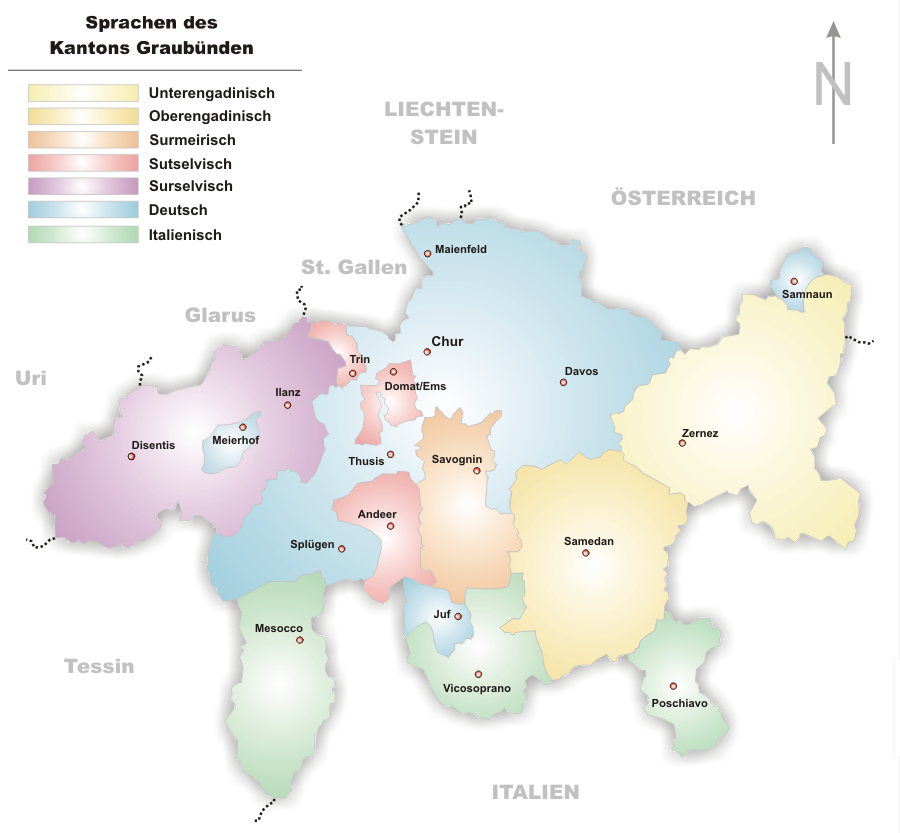
Ancienne aire de répartition des idiomes romans dans le canton des Grisons.

Le haut-engadinois ou puter/putèr (en insistant sur la deuxième syllabe longue) est un idiome romanche parlé en Haute-Engadine dans le canton des Grisons, dans l'extrémité nord-ouest de la vallée entre la région de Maloja et Cinuos-chel et Bergün/Bravuogn, ainsi que dans la région du col de la Bernina.
Il a été désigné par 5 497 personnes de la haute vallée de l'Engadine (30 %) comme langue couramment parlée lors du recensement de 2000, ce qui correspond probablement à peu près au nombre total de locuteurs. Le terme puter est probablement à l'origine un surnom dérivé de put « bouillie », qui signifie « mangeurs de bouillie ».

## Origine
Le haut-engadinois est une variante du ladin. En Suisse, le terme ladin décrit les variantes rhéto-romanes de l'Engadine et du val Müstair. En plus du puter, il existe le vallader ou bas-engadinois, et le münstertal ou jauer. Contrairement au puter et au vallader, ce dernier n'a pas de tradition de langue écrite. Le vallader est enseigné dans les écoles du val Münster jusqu'à aujourd'hui. En Suisse, le ladin fait partie des langues romanes des Grisons et, malgré son nom trompeur, se distingue clairement des langues ladines du Tyrol du Sud.
Le texte littéraire le plus ancien et le plus long en romanche est le Chanzun da la guerra dalg Chiastè d'Müs de 1527, écrit en puter par Gian Travers de Zuoz. Le premier livre imprimé en romanche vient également de Haute-Engadine : un catéchisme protestant est paru en 1552 et le Nouveau Testament en 1560, deux textes traduits en romanche par Jachiam Bifrun de Samedan.

## Orthographe et prononciation

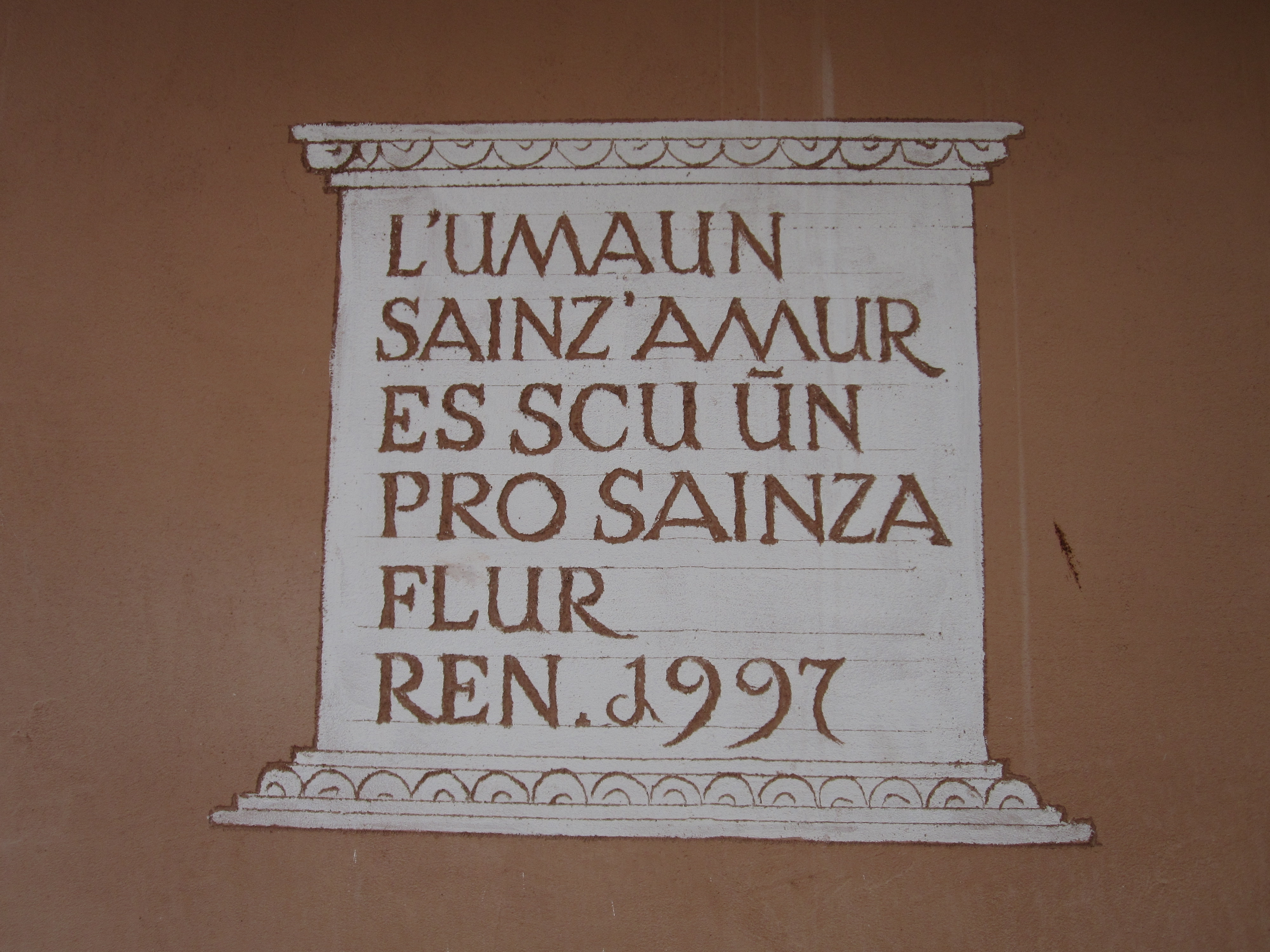
Sgraffite sur une façade de maison à Samedan, traduction : Une personne sans amour est comme un pré sans fleur.

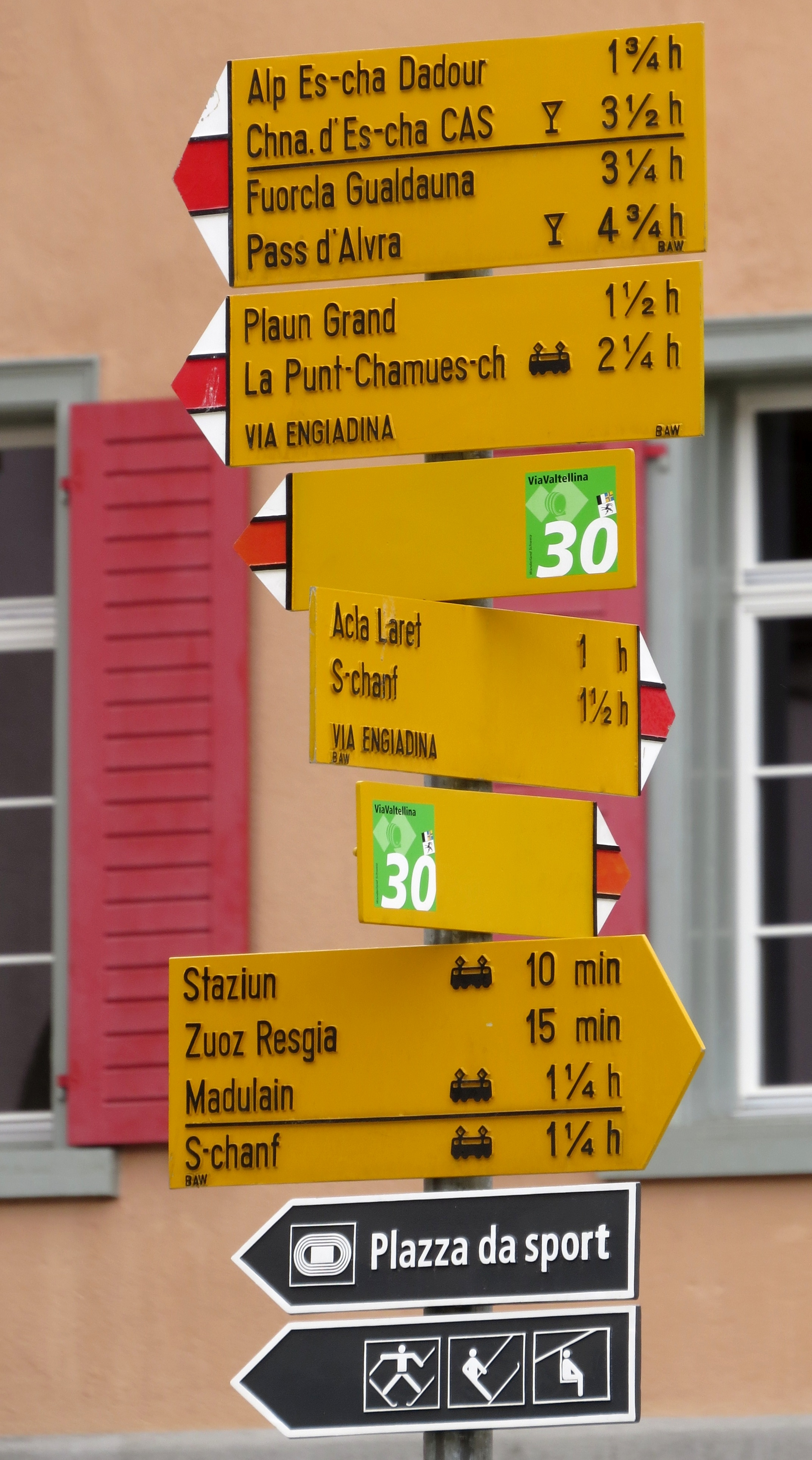
Panneau à Zuoz avec des exemples du digramme « s-ch ».

Malgré de nombreuses adaptations au cours des siècles, la langue écrite de Haute-Engadine conserve à ce jour de nombreux traits anciens, ce qui la rend plus difficile à prononcer que celle des quatre autres idiomes écrits traditionnels du romanche. Par exemple, la prononciation de la combinaison de lettres -aun- comme « än » avant une consonne ou encore « äm » avant une voyelle et à la fin du mot, doit être accentuée. Le toponyme roman Silvaplauna (Silvaplana) se prononce donc comme « Silvaplana ».
Une autre particularité de l'orthographe de la Haute-Engadine concerne la terminaison -ieu, qui sonne comme « ia » (avec un i accentué et un a très court). En raison de ces règles et d'autres, par exemple, le roman Bainvgnieu (Bienvenue) est prononcé « bäjnfnjía » et Vstieu (robe) sonne comme « Schtía » (sans v!).
Les toponymes de Haute-Engadine réservent également quelques surprises à ceux qui parlent d'autres langues : un -g à la fin d'un mot se prononce généralement « tj », en haut allemand « tja » (ou, s'il est prononcé de manière inexacte, simplement en allemand « tsch »). Ainsi la vallée latérale de Pontresina/Puntraschigna se prononce « Rosetsch », bien qu'elle s'écrive Roseg.
La combinaison de lettres « s-ch » se retrouve également dans plusieurs noms de lieux, par ex. S-chanf, Cinuos-chel ou La Punt Chamues-ch. La prononciation correspond à la combinaison de l'allemand « sch » avec le « tj » précédemment mentionné, c'est-à-dire « sch-tj » ou plus imprécisément, « sch-tsch ». Le trait d'union est essentiel pour éviter toute confusion avec le simple « sch ». Les exemples cités donnent donc grosso modo : « Shtjanf », « Tsinúoschtjel », « Tjamuéschtj ». Cette règle s'applique non seulement à la Haute-Engadine, mais aux ladins en général.
Une particularité facile à entendre dans le puter par rapport aux autres idiomes est le remplacement fréquent du long a par un long e (dans ce cas, le e est écrit). Alors qu'en Basse-Engadine et surtout dans le reste des Grisons romanches, on dit chasa (maison), Banca Chantunala (banque cantonale), dumandar (demander), ala (aile), en Haute-Engadine on dit systématiquement chesa, Banca Chantunela, dumander, ela (chacun avec un long e accentué).
Chaque village entre S-chanf et Saint-Moritz a un accent légèrement différent, bien que la forme écrite soit la même.

## Usage scolaire
Étant donné que le haut-engadinois, comme les cinq idiomes romanches, n'est pas seulement un dialecte oral, mais une langue écrite avec une grammaire et une orthographe standardisées, elle est également utilisée comme langue scolaire. Le puter est la langue scolaire officielle dans les écoles primaires des communes de Sils im Engadin/Segl, Silvaplana, Celerina/Schlarigna, La Punt Chamues-ch, Madulain, Zuoz et S-chanf. Des écoles primaires bilingues, avec le turc et l'allemand comme langue d'enseignement, se trouvent à Bever, Pontresina et Samedan. Il existe une école primaire de langue allemande avec le puter comme première langue étrangère à Saint-Moritz et Bergün/Bravuogn. Dans le village de Champfèr, qui appartient administrativement à la commune de Saint-Moritz, une école primaire romane a le puter comme langue d'enseignement.

## Exemple

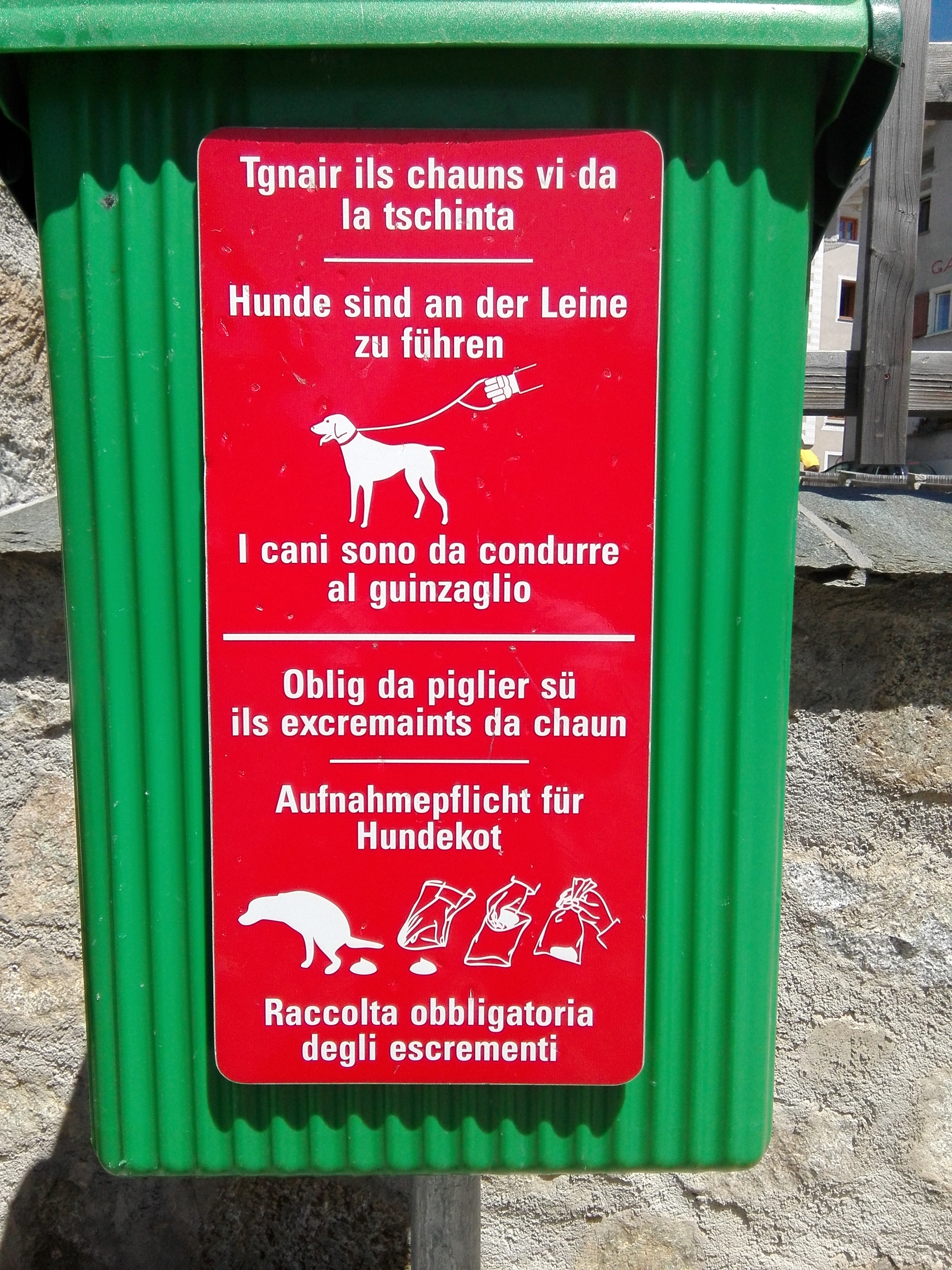
Panneau d'information en haut-engadinois, allemand et italien.

Texte en haut-engadinois, romanche grison et allemand permettant de comparer les langues :
- Haut-engadinois

La vuolp d'eira darcho üna vouta famanteda. Cò ho'la vis sün ün pin ün corv chi tgnaiva ün töch chaschöl in sieupical. Que am gustess, ho'la penso, ed ho clamo al corv : « Che bel cha tü est ! Scha tieu chaunt es uschè bel scutia apparentscha, alura est tü il pü bel utschè da tuots ".
- Romanche grison

La vulp era puspè ina giada fomentada. Qua ha ella vis sin in pign in corv che tegneva in toc chaschiel en ses pichel. Quai ma gustass, ha ella pensà, ed ha clamà al corv : « Tge bel che ti es ! Sche tes chant è uschè bel sco tia parita, lura es ti il pli bel utschè da tuts ".
- Allemand

Der Fuchs war wieder einmal hungrig. Da sah er auf einer Tanne einen Raben, der ein Stück Käse in seinem Schnabel hielt. Das würde mir schmecken, dachte er, und rief dem Raben zu: „Wie schön du bist! Wenn dein Gesang ebenso schön ist wie dein Aussehen, dann bist du der schönste von allen Vögeln.“